# Ignacio Pérez Galdós
Ignacio Pérez Galdós (Las Palmas de Gran Canaria, 5 de julio de 1835 - ídem, 27 de noviembre de 1905) fue militar español. Teniente General del Ejército, ocupó diferentes cargos llegando a la Capitanía General de Canarias.

## Biografía
Nació el 5 de julio de 1835 en Las Palmas de Gran Canaria y falleció en su ciudad natal el 27 de noviembre de 1905, época en la que ostentaba el cargo de Capitán General de las islas por segunda vez. Era el hermano mayor del escritor Benito Pérez Galdós e hijo de María Dolores Galdós Medina, natural de Las Palmas de Gran Canaria, y de Sebastián Pérez Macías, almirante y natural del municipio de Valsequillo de Gran Canaria, el cual había formado parte del batallón de voluntarios conocido como La Granadera Canaria que luchó en la Guerra de la Independencia. Casado con Carmen Ciria, fueron padres de Dolores Pérez-Galdós Ciria.

## Historia
Fue bautizado el mismo día de su nacimiento en el Sagrario de la Catedral, que entonces se encontraba instalado en la iglesia de San Francisco de Borja.
Durante sus años de pre madurez, Ignacio gastaba muchos días de ocio trabajando en la hacienda de su padre, «La Data», en el Monte Lentiscal, y en «Cortijo», en Guanarteme, desempeñando horas jornales en las actividades agrícolas.
Con la intención de seguir la carrera militar de su padre, Ignacio ingresó en la Escuela de Estado Mayor a la edad de 23 años de la cual finalizó los estudios con el rango de Teniente en 1862 y ocupando así fuerza en el Batallón Provincial de Las Palmas n.º 4 de las Milicias Canarias, batallón al que ya había pertenecido a filas a la edad de 19 años, anteriormente a su ingreso a la Escuela de Estado Mayor.
En 1864 como consecuencia de su ingreso en el Ejército de Cuba obtiene una serie de ascensos con destacable rapidez como el de Capitán de Estado Mayor en Ultramar el 20 de enero del mismo año, el cargo de Capitán de Estado Mayor de la escala general por antigüedad el 15 de julio y el 10 de agosto destinado en la sección de Cuerpo en la Isla de Cuba, Comandante de Estado Mayor en Ultramar.
En Demajagua, la insurrección liderada por Carlos María Céspedes se extendía sobre la provincia cubana, Las Villas, siendo el Comandante Pérez Galdós el enviado a dicha jurisdicción al mando de unidades, convoyes e interviniendo directamente en las operaciones militares. Tomó parte en combates como los de Humilladero, La Curia y Bueyecito y en los ataques a los campamentos atrincherados de Cauto, Las Brigadas y las Coloradas.
El 1 de junio de 1869 se le concedió por Decreto de Gracia General, el grado de Teniente Coronel de caballería y en recompensa por sus acciones entre los ríos Buey Jicotea y Cauto el rango de Coronel del Ejército.
A principios de 1870 fue destinado al Batallón de Cazadores de Reus y al Regimiento de Infantería de León con la cual participó en la acción de Brunis y en la que resultó herido, después de ser recompensado por las propias encomiendas de Isabel la Católica y Carlos III y habiendo cumplido el tiempo máximo de permanencia en Las Antillas, Ignacio Pérez Galdós vuelve a la península el 5 de julio de 1875, no sin antes contraer matrimonio en Santiago de Cuba con Caridad de Ciria y Vinent.
Toma posesión, ya en España, de la Capitanía General de Navarra, destacando su actuación en las operaciones de cooperación al ataque de Montejurra por la que sería premiado nuevamente con la Cruz al Mérito Militar.
En mayo de 1877, vuelve a voluntad propia al Ejército de Operaciones en Cuba y asciende a Brigadier por méritos en campaña, regresando a España a finales del siguiente año.
En abril de 1882 es nombrado gobernador militar de Gran Canaria hasta que, en mayo de 1891, es ascendido a general de división y nombrado 2.º cabo de la Capitanía General de Canarias y Gobernador militar de Santa Cruz de Tenerife.
Ascendió a Teniente General el 28 de septiembre de 1898 siendo nombrado Capitán General de Canarias en abril de 1900, cargo que desempeñó hasta enero de 1902 en que, por motivos políticos, fue destituido, confirmándolo el Gobierno, de nuevo, en el puesto el 30 de marzo de 1903 hasta su muerte el 27 de noviembre de 1905.